# J'accuse (film, 1938)
Pour les articles homonymes, voir J'accuse (homonymie).
Pour plus de détails, voir Fiche technique et Distribution.
J'accuse est un film français d'Abel Gance sorti en 1938.
Abel Gance en réalisa une première version, muette, en 1919 et en magirama en 1956.

## Synopsis
Edith Laurin, mariée à François Laurin, entretient une histoire d'amour avec le meilleur ami de son mari, Jean Diaz. Lorsque la guerre éclate en 1914 les deux hommes sont enrôlés et rejoignent le front. Ils servent ensemble à la bataille de Verdun. Parce que son vieil ami est aussi son camarade qui combat à ses côtés, François Laurin n'agit pas contre lui.
Le 10 novembre 1918, tout le monde aspire à la fin de la guerre. Un officier a choisi au hasard une patrouille à envoyer à une mort presque certaine. Jean Diaz soutient que la patrouille n'est pas nécessaire au moins pour ce jour-là. Le capitaine Henri Chimay n'ose cependant pas prendre la responsabilité d'annuler la mission. Diaz, qui était le seul survivant d'une précédente sortie, se porte volontaire en lieu et place d'un autre soldat, père de quatre enfants.
L'armistice du 11 novembre 1918 est proclamé après que la patrouille a été anéantie. François Laurin meurt tandis que Diaz est blessé. Après la guerre Jean Diaz travaille pour la verrerie de Pierrefonds. Il s'occupe de la veuve de François et de sa fille Hélène, mais garde ses distances à cause d'une promesse faite à François. Aux prises avec ses sentiments, il retourne sur l'ancien front. Là, il y retrouve Flo, une chanteuse et propriétaire de cabaret, qui a beaucoup fait pour le moral des soldats pendant la guerre. Les deux se souviennent des morts. Diaz se consacre à sa promesse faite à la patrouille d'arrêter la guerre pour toujours.
Alors que Diaz met au point une cuirasse « acier verre ». Henry Chimay, qui a hérité de la verrerie de Pierrefonds, s'approprie l'invention et la fournit au gouvernement français dans le cadre des préparatifs d'une guerre future. L'amour de Jean pour Edith s'est transféré à la jeune Hélène. Le triangle amoureux les fait tous souffrir. Les blessures de Jean affectent sa santé mentale. Alors que Jean est pris en charge par la famille d'Edith, Chimay développe lui aussi des sentiments pour Hélène et finit par l'épouser.
Jean retrouve la raison et le désespoir car l'Europe se dirige vers une nouvelle guerre. Il se rend à Verdun et invoque dramatiquement les morts de toutes les nations. Lors d'une tempête surnaturelle, les soldats morts se lèvent et marchent vers leurs patries d'origine. Choqués, Chimay et les gouvernements mondiaux abolissent la guerre. Un texte ajouté tardivement rappelle que le succès du film en 1938 est une preuve de la façon dont les Français ont soutenu la paix même dans les derniers jours avant la Seconde Guerre mondiale.

## Fiche technique
- Réalisation : Abel Gance
- Scénario : Abel Gance, Steve Passeur
- Décors : Henri Mahé
- Photographie : Roger Hubert
- Cadreur : Raoul Aubourdier
- Musique : Henri Verdun
- Montage : Madeleine Crétolle
- Photographe de plateau : Léo Mirkine
- Société de production : Société Forrester-Parant Productions
- Société de distribution : Comptoir Français du Film (C.F.F.), Télédis
- Langue : français
- Pays de production :  France
- Format :  Noir et blanc - 1,37:1 - 35 mm - son mono
- Genre : Film dramatique, Film de science-fiction, Film d'horreur
- Durée : 119 minutes (1 h 59)
- Date de sortie : 
  - France : 23 janvier 1938
- Affiche : Constantin Belinsky (France)

## Distribution
- Victor Francen : Jean Diaz
- Line Noro : Edith
- Marie Lou : Flo
- Jean-Max : Henri Chimay
- Paul Amiot : Capitaine
- Georges Saillard : le soldat Giles Tenant
- Jean-Louis Barrault
- Marcel Delaître : François Laurin
- Renée Devillers : Hélène
- Romuald Joubé : Jean Diaz
- André Nox : Léotard
- Georges Rollin : Pierre Fonds
- Georges Cahuzac
- Jean Brochard
- des « gueules cassées » de 1914-18, comme figurants[2]

## Production
Faisant suite au J'accuse de 1919, Gance réutilise pour le film certaines scènes filmées pour son précédent film. Pour la scène finale, ce sont de véritables « gueules cassées » qui ont été filmées pour les scènes où les soldats morts se lèvent de leurs tombes.

## Réception
La critique de J'accuse a été principalement positive. TV Guide a donné au film 3 étoiles sur 4 en parlant d'« un excellent film anti-guerre ». Clayton Dillard de Slant Magazine a attribué au film 3 étoiles sur 5, écrivant : « Plus qu'une simple déclaration anti-guerre, J'accuse considère la perte de mémoire à long terme comme la tragédie ultime et apparemment interminable de l'humanité. »

## Postérité
Abel Gance réalise une nouvelle version du film en 1956, dans une version en Magirama (polyvision (en)), un dispositif de projection sur trois écrans éprouvé avec son Napoléon de 1927,.